# Pronar 7150
Pronar 7150 – ciężki ciągnik rolniczy produkowany przez Pronar Sp. z o.o.

## Dane techniczne
Dane ogólne:
- Napęd: 4x4
- Max. prędkość jazdy: 40 km/h
- Masa bez obciążników: 7940 kg

Silnik:
- Marka: Deutz
- Typ: TCD 2012
- Norma toksyczności:Stage IIIA
- Liczba cylindrów: 6
- Pojemność skokowa: 6057 cm³
- Średnica cylindra: 101 mm
- Skok tłoka: 126 mm
- Moc znamionowa: 129kW-176KM
- Znamionowa prędkość obrotowa: 2100 obr./min
- Maksymalny moment obrotowy: 716,6 Nm
- Prędkość obrotowa momentu maksymalnego: 1600 obr./min
- Układ wtryskowy: common rail
- Układ dolotowy: z turbodoładowaniem i chłodnicą powietrza (intercooler)
- Pojemność zbiornika paliwa: 325 dm³
- Jednostkowe zużycie paliwa: 235 g/kWh – przy mocy znamionowej, 218 g/kWh – przy maks. momencie obr.

Układ napędowy:
- Marka: ZF
- Typ skrzyni biegów: T-7230 L mechaniczna, synchronizowana
- Całkowita liczba przełożeń przód/tył:	40/40
- Wzmacniacz momentu Powershift: standard
- Liczba przełożeń: 4 przełożenia
- Zmiana kierunku jazdy – Powershuttle:	standard
- Zakres prędkości: 2,79-44,1 km/h (przy załączonym red. biegów pełzających 0,34-2,6 km/h)
- Reduktor biegów pełzających:	standard
- Sprzęgło: mokre wielotarczowe, załączane elektrohydraulicznie
- Blokada mechanizmu różnicowego: włączana elektrohydraulicznie
- Przedni most napędowy DANA

Układ kierowniczy:
- Zawieszenie: sztywne, wahliwe, standard, amortyzacja osi przedniej jako opcja
- Włączanie napędu osi: elektrohydraulicznie
- Blokada mechanizmu różnicowego: załączana elektrohydraulicznie
- Maksymalny kąt skrętu kół: 55°
- Minimalny promień zawracania: 6750 mm
- Układ kierowniczy: z hydrostatyczną przekładnią kierowniczą

Układ hamulcowy:
- Rodzaj: tarczowe, suche
- Instalacja hamulcowa przyczep: dwuprzewodowa + jednoprzewodowa

Układ hydrauliczny
- Rodzaj:w układzie LS (z regulowanym wydatkiem)
- Pojemność zbiornika oleju: 72 dm³, olej wspólny z układem napędowym
- Wydatek pompy przy znamionowej prędkości silnika: 106 dm³/min
- Ciśnienie robocze: 200 barów
- Liczba sekcji rozdzielacza: 4
- Liczba gniazd hydraulicznych tył / przód: 4 pary+wolny zlew / 0
- Regulator wydatku:tak, dla każdej sekcji

TUZ
Tylny:	
- Kategoria według ISO 730-1: kat. II/III
- Maksymalny udźwig w osi końcówek cięgieł: 9500 kg
- System sterowania: elektrohydraulicznie typu EHR BOSCH, dodatkowe przyciski na błotniku

Przedni:	
- Kategoria według ISO 730-1: kat. II
- Maksymalny udźwig w osi końcówek cięgieł: 4000 kg

Wałek odbioru mocy (WOM)
Tylny WOM:	
- Sprzęgło WOM:	niezależne, suche
- Włączanie: elektrohydraulicznie + dodatkowo załączanie przyciskiem na błotniku
- Zakresy prędkości wałka:	540/750/1000/1400
- Typ wałka:	typ 1 (1 3/8" 6 wpustów) – standard

typ 2 (1 3/8" 21 wpustów) – opcja 

typ 3 (1 3/4 20 wpustów) – opcja
Przedni WOM:	
- Sprzęgło WOM:	mokre
- Włączanie: elektrohydraulicznie
- Zakresy prędkości wałka: 1000
- Typ wałka: typ 1 (1 3/8" 6 wpustów)
- Kierunek obrotów (patrząc na czoło wałka): lewy

Instalacja elektryczna
- Napięcie V: 12 V
- Alternator V/A: 14/150
- Światło błyskowe pomarańczowe: opcjonalnie
- Liczba świateł roboczych przód/tył: 4/5

Kabina
- Ochronna typ KS-14